# Hoofdklasse hockey dames 2018/19
Het seizoen 2018/19 was de 38ste editie van de Nederlandse dameshoofdklasse hockey (officieel: Livera Hoofdklasse Dames). De reguliere competitie ging van start op zondag 2 september 2018 en met een winterstop tussen 12 november 2018 en 9 maart 2019 eindigde de competitie op 12 mei 2019. Aansluitend vonden de play-offs plaats voor het landskampioenschap. Dit seizoen keerde Pinoké terug op het hoogste niveau.
Amsterdam wist beslag te leggen op haar 20ste landstitel in de historie van het vrouwenhockey. Groningen daalde rechtstreeks naar de Promotieklasse. Huizen degradeerde naar de Promotieklasse na verlies in de play-offs tegen degradatie.

## Clubs
De clubs die dit seizoen aantraden:
| Club        | Stad              | Accommodatie                | Coach                |
| ----------- | ----------------- | --------------------------- | -------------------- |
| Amsterdam   | Amsterdam         | Wagener-stadion             | Rick Mathijssen      |
| Bloemendaal | Bloemendaal       | Sportpark 't Kopje          | Teun de Nooijer      |
| Den Bosch   | 's-Hertogenbosch  | Sportpark Oosterplas        | Raoul Ehren          |
| Groningen   | Haren             | Sportpark "De Harener Holt" | Julian Steen         |
| hdm         | Den Haag          | Sportpark Duinzigt          | Sonja Thomann        |
| Huizen      | Gooise Meren      | Sportpark Bestevaer         | Boaz Janssen         |
| Hurley      | Amsterdam         | Sportpark Amsterdamse Bos   | Jorge Nolte          |
| Kampong     | Utrecht           | Sportpark Maarschalkerweerd | Santi Freixa         |
| Laren       | Laren             | Sportpark Eemnesserweg      | Robert-Jan Cox       |
| Pinoké      | Amsterdam         | Sportpark Amsterdamse Bos   | Hans Oostindie       |
| Oranje-Rood | Eindhoven         | Sportpark Aalsterweg        | Tina Bachmann        |
| SCHC        | De Bilt/Bilthoven | Sportpark Kees Boekelaan    | Nettie van Maasakker |

## Ranglijst

### Eindstand
|     | club        | gs | w  | g | v  | pnt | dv | dt | ds  |
| --- | ----------- | -- | -- | - | -- | --- | -- | -- | --- |
| 1.  | Den Bosch   | 22 | 18 | 2 | 2  | 56  | 66 | 11 | +55 |
| 2.  | Amsterdam   | 22 | 18 | 1 | 3  | 55  | 72 | 23 | +49 |
| 3.  | Oranje-Rood | 22 | 15 | 3 | 4  | 48  | 49 | 28 | +21 |
| 4.  | SCHC        | 22 | 14 | 5 | 3  | 47  | 67 | 20 | +47 |
| 5.  | Laren       | 22 | 11 | 3 | 8  | 36  | 43 | 38 | +5  |
| 6.  | Kampong     | 22 | 8  | 5 | 9  | 29  | 31 | 32 | −1  |
| 7.  | Hurley      | 22 | 8  | 3 | 11 | 27  | 30 | 38 | −8  |
| 8.  | Pinoké      | 22 | 7  | 4 | 11 | 25  | 34 | 46 | −12 |
| 9.  | hdm         | 22 | 6  | 4 | 12 | 22  | 23 | 40 | −17 |
| 10. | Huizen      | 22 | 2  | 4 | 16 | 10  | 19 | 62 | −43 |
| 11. | Bloemendaal | 22 | 1  | 6 | 15 | 9   | 16 | 52 | −36 |
| 12. | Groningen   | 22 | 1  | 6 | 15 | 9   | 19 | 79 | −60 |

### Legenda
| Kleur | Kwalificatie voor                                                           |
| ----- | --------------------------------------------------------------------------- |
|       | Landskampioen na play-offs, plaatsing EuroHockey Club Champions Cup 2020    |
|       | Verliezend finalist play-offs, plaatsing EuroHockey Club Champions Cup 2020 |
|       | Play-offs om het landskampioenschap                                         |
|       | Play-offs tegen degradatie naar de promotieklasse                           |
|       | Degradatie naar de promotieklasse na verlies in de Play-offs                |
|       | Degradatie naar de promotieklasse                                           |

Informatie: Wanneer de kampioen van de reguliere competitie ook 
landskampioen wordt na play-offs dan gaat het tweede Europese ticket
naar de verliezend finalist van die play-offs.

## Uitslagen reguliere competitie
| Thuis ╲ Uit | AMS | BLO | DBO | GRO | HDM | HUI | HUR | KAM | LAR | ORA | PIN | SCH |
| ----------- | --- | --- | --- | --- | --- | --- | --- | --- | --- | --- | --- | --- |
| Amsterdam   |     | 1–0 | 2–1 | 9–0 | 5–0 | 7–1 | 1–0 | 0–1 | 7–2 | 5–2 | 2–1 | 2–2 |
| Bloemendaal | 1–4 |     | 0–2 | 1–0 | 0–0 | 1–1 | 1–1 | 1–3 | 1–3 | 1–3 | 0–0 | 0–2 |
| Den Bosch   | 2–0 | 5–0 |     | 7–0 | 3–0 | 3–0 | 3–0 | 5–0 | 5–0 | 0–1 | 1–0 | 2–1 |
| Groningen   | 0–3 | 0–0 | 1–6 |     | 0–3 | 3–3 | 3–3 | 0–3 | 0–8 | 0–2 | 2–1 | 0–2 |
| hdm         | 2–6 | 3–0 | 0–2 | 3–0 |     | 1–1 | 0–1 | 2–3 | 2–1 | 0–1 | 0–4 | 0–0 |
| Huizen      | 0–4 | 2–1 | 1–3 | 1–1 | 1–2 |     | 0–2 | 1–4 | 1–3 | 0–3 | 0–2 | 1–5 |
| Hurley      | 1–2 | 2–1 | 0–2 | 5–2 | 1–0 | 1–2 |     | 1–0 | 1–2 | 1–2 | 2–3 | 1–1 |
| Kampong     | 0–4 | 1–1 | 1–2 | 2–0 | 0–1 | 5–0 | 0–3 |     | 2–0 | 1–1 | 2–2 | 0–0 |
| Laren       | 0–1 | 2–1 | 1–1 | 3–0 | 2–2 | 2–1 | 2–3 | 1–0 |     | 1–3 | 1–0 | 1–1 |
| Oranje Rood | 1–2 | 5–2 | 1–1 | 4–4 | 3–0 | 2–1 | 2–1 | 2–1 | 2–1 |     | 3–0 | 0–2 |
| Pinoké      | 3–4 | 3–2 | 1–6 | 3–3 | 2–1 | 3–1 | 2–0 | 1–1 | 1–3 | 1–3 |     | 1–6 |
| SCHC        | 3–1 | 8–0 | 1–4 | 7–0 | 4–1 | 4–0 | 6–0 | 4–1 | 2–3 | 3–2 | 6–1 |     |

## Topscorers
| pos | Speler             | Club      | tot.' | vd' | sc' | sb' |
| --- | ------------------ | --------- | ----- | --- | --- | --- |
| 1.  | Ginella Zerbo      | SCHC      | 24    | 21  | 1   | 2   |
| 2.  | Frédérique Matla   | Den Bosch | 22    | 13  | 9   | 0   |
| 3.  | Eva de Goede       | Amsterdam | 15    | 5   | 7   | 3   |
| 4.  | Gitte Michels      | Hurley    | 14    | 0   | 14  | 0   |
|     | Caia van Maasakker | SCHC      | 14    | 0   | 12  | 2   |

## Play offs landskampioenschap

### Halve finales
1e wedstrijd
| 16 mei 2019 20:30 UTC+2 |       |           |                                                                                      |
| SCHC                    | 1 – 0 | Den Bosch | Sportpark Kees Boekelaan, Bilthoven Scheidsrechters: Alwiene Sterk Sophie Bockelmann |
| Kyra Fortuin 58'        |       |           | Sportpark Kees Boekelaan, Bilthoven Scheidsrechters: Alwiene Sterk Sophie Bockelmann |

| 16 mei 2019 20:30 UTC+2                    |       |                                                                                         |                                                                                 |
| Oranje-Rood                                | 2 – 5 | Amsterdam                                                                               | Sportpark Aalsterweg, Eindhoven Scheidsrechters: Lizelotte Wolter Jorrit Maakal |
| Yibbi Jansen 51 (sc)' Lisa Scheerlinck 57' |       | 17 (sc)', 49 (sc)' Lauren Stam 22' Maria Verschoor 62' Charlotte Vega 70' Felice Albers | Sportpark Aalsterweg, Eindhoven Scheidsrechters: Lizelotte Wolter Jorrit Maakal |

2e wedstrijd
| 18 mei 2019 12:30 UTC+2                                                       |       |      |                                                                                        |
| Den Bosch                                                                     | 3 – 0 | SCHC | Sportpark Oosterplas, 's-Hertogenbosch Scheidsrechters: Maartje de Bruijn Xander Damen |
| Imme van der Hoek 26 (sc)' Lieke Hulsen 27 (sb)' Ireen van den Assem 45 (sc)' |       |      | Sportpark Oosterplas, 's-Hertogenbosch Scheidsrechters: Maartje de Bruijn Xander Damen |

| 18 mei 2019 12:30 UTC+2                               |       |                                                         |                                                                          |
| Amsterdam                                             | 1 – 1 | Oranje-Rood                                             | Wagener-stadion, Amstelveen Scheidsrechters: Lisette Baljon Mark Becholz |
| Charlotte Vega 12'                                    |       | 31' Fiona Morgenstern                                   | Wagener-stadion, Amstelveen Scheidsrechters: Lisette Baljon Mark Becholz |
| Shoot-out                                             |       |                                                         | Wagener-stadion, Amstelveen Scheidsrechters: Lisette Baljon Mark Becholz |
| Maria Verschoor Felice Albers Lauren Stam Marijn Veen | 3 – 1 | Yibbi Jansen Valerie Magis Laura Nunnink Donja Zwinkels | Wagener-stadion, Amstelveen Scheidsrechters: Lisette Baljon Mark Becholz |

3e wedstrijd

| 19 mei 2019 12:30 UTC+2   |       |      |                                                                                      |
| Den Bosch                 | 1 – 0 | SCHC | Sportpark Oosterplas, 's-Hertogenbosch Scheidsrechters: Fanneke Alkemade Karen Dollé |
| Frederique Matla 52 (sc)' |       |      | Sportpark Oosterplas, 's-Hertogenbosch Scheidsrechters: Fanneke Alkemade Karen Dollé |

### Finale
| 23 mei 2019 20:30 UTC+2                  |       |                      | |
| Amsterdam                                | 2 – 1 | Den Bosch            | Wagener-stadion, Amstelveen Scheidsrechters: Alwiene Sterk Lisette Baljon Fanneke Alkemade (Videoscheidsrechter) |
| Kitty van Male 51' Eva de Goede 68 (sb)' |       | 49' Frédérique Matla | Wagener-stadion, Amstelveen Scheidsrechters: Alwiene Sterk Lisette Baljon Fanneke Alkemade (Videoscheidsrechter) |

| 25 mei 2019 12:30 UTC+2 |       |                                           | |
| Den Bosch               | 0 – 2 | Amsterdam                                 | Sportpark Oosterplas, 's-Hertogenbosch Scheidsrechters: Karen Dollé Fanneke Alkemade Claire Druijts (Videoscheidsrechter) |
|                         |       | 4' Charlotte Vega 14 (sc)' Kitty van Male | Sportpark Oosterplas, 's-Hertogenbosch Scheidsrechters: Karen Dollé Fanneke Alkemade Claire Druijts (Videoscheidsrechter) |

## Promotie/degradatie play-offs
Play outs 11de/2de Promotieklasse
| Datum                           | Wedstrijd         | Uitslag | Scoreverloop |
| ------------------------------- | ----------------- | ------- | --- |
| 30 mei 2019, 12:30, Vught       | MOP - Bloemendaal | 3 – 2   | 5' Sanne Caarls 0-1, 20'(sc) Nine Rijna 0-2, 35'(sc) Colette de Beaumont 1-2, 54'(sb) Colette de Beaumont 2-2, 65' Tess Olde Loohuis 3-2                    |
| 1 juni 2019, 12:30, Bloemendaal | Bloemendaal - MOP | 5 - 1   | 8' Myrthe van Kesteren 1-0, 17'(sc) Kim van Leeuwen, 17' Bodine Boelaars 3-0, 44' Nine Rijna 4-0, 50'(sb) Colette de Beaumont 4-1, 52'(sb) Pilar Romang 5-1 |
| 2 juni 2019, 12:30, Vught       | MOP - Bloemendaal | 0 - 3   | 14' (sc) Melle Spruijt 0-1, 24' (sc) Melle Spruijt 0-2, 60' Nine Rijna 0-3                                                                                  |

Play outs 10de/3de Promotieklasse
| Datum                         | Wedstrijd    | Uitslag | Scoreverloop          |
| ----------------------------- | ------------ | ------- | --------------------- |
| 30 mei 2019, 12:30, Wassenaar | HGC - Huizen | 1 – 0   | 50' Isis van Loon 1-0 |
| 1 juni 2019, 12:30, Naarden   | Huizen - HGC | 0 - 1   | 54' Luna Fokke        |

Resultaat: Huizen degradeerde naar de Promotieklasse, Bloemendaal handhaafde zich in de Hoofdklasse en HGC promoveerde naar de Hoofdklasse.
Nederlands landskampioenschap

1921/22 ·
1922/23 ·
1923/24 ·
1924/25 ·
1925/26 ·
1926/27 ·
1927/28 ·
1928/29 ·
1929/30 ·
1930/31 ·
1931/32 ·
1932/33 ·
1933/34 ·
1934/35 ·
1935/36 ·
1936/37 ·
1937/38 ·
1938/39 ·
1939/40 ·
1940/41 ·
1941/42 ·
1942/43 ·
1943/44 ·
1944/45 ·
1945/46 ·
1946/47 ·
1947/48 ·
1948/49 ·
1949/50 ·
1950/51 ·
1951/52 ·
1952/53 ·
1953/54 ·
1954/55 ·
1955/56 ·
1956/57 ·
1957/58 ·
1958/59 ·
1959/60 ·
1960/61 ·
1961/62 ·
1962/63 ·
1963/64 ·
1964/65 ·
1965/66 ·
1966/67 ·
1967/68 ·
1968/69 ·
1969/70 ·
1970/71 ·
1971/72 ·
1972/73 ·
1973/74 ·
1974/75 ·
1975/76 ·
1976/77 ·
1977/78 ·
1978/79 ·
1979/80 ·
1980/81
Hoofdklasse dames

1981/82 · 
1982/83 · 
1983/84 · 
1984/85 · 
1985/86 · 
1986/87 · 
1987/88 · 
1988/89 · 
1989/90 · 
1990/91 · 
1991/92 · 
1992/93 · 
1993/94 · 
1994/95 · 
1995/96 · 
1996/97 · 
1997/98 · 
1998/99 · 
1999/00 · 
2000/01 · 
2001/02 · 
2002/03 · 
2003/04 · 
2004/05 · 
2005/06 · 
2006/07 · 
2007/08 · 
2008/09 · 
2009/10 · 
2010/11 · 
2011/12 · 
2012/13 ·
2013/14 ·
2014/15 ·
2015/16 ·
2016/17 ·
2017/18 ·
2018/19 ·
2019/20 ·
2020/21 ·
2021/22 ·
2022/23 ·
2023/24 ·
2024/25 ·
Nederlandse competities: Hoofdklasse (zaal) · Promotieklasse · Overgangsklasse · Eerste klasse · Tweede klasse · Derde klasse · Vierde klasse · Gold Cup · Silver Cup

Nederlands kampioenschap: Lijst van Nederlandse landskampioenen hockey · Lijst van Nederlandse landskampioenen zaalhockey

Europese competities: Euro Hockey League · Europacup I · Europa Cup II · Europacup zaalhockey